# 伊甸湖
《獵人遊戲》（英語：Eden Lake），是一部2008年英國恐怖电影。由詹姆士·瓦金斯执导，凱莉·雷利、迈克尔·法斯宾德、托马斯·图尔格斯（Thomas Turgoose）主演。

## 情节概要
热恋中的情侣珍妮（凱莉·雷利飾演）和史蒂夫（麥克·法斯賓達飾演），远离城市的喧嚣来到伊甸湖畔，打算度过一个浪漫而温馨的周末。不料却在湖边遇到一群12岁左右的青少年，并与他们发生了些口角。第二天，他们发现自己的衣服和车钥匙不翼而飞。史蒂夫找到这群孩子算账，争执中却误杀这群孩子头目布莱特的狗。情急之下珍妮和史蒂夫找到车钥匙要开车逃走，却撞到了树上，巨大的树枝卡住了史蒂夫，为了保证珍妮的安全，史蒂夫让珍妮先行逃走，自己却被布莱特抓了。第二天，珍妮看到布莱特一行人轮流折磨史蒂夫，她想到用手机连接蓝牙求救，却不幸连在了布莱特的手机上。布莱特等人立刻对珍妮进行追捕。史蒂夫趁机逃脱，而珍妮摆脱掉布莱特等人找到了史蒂夫，史蒂夫伤势严重，于是珍妮把他藏到安全的地方，自己继续寻找出路。
珍妮遇到了同样是少年，也被布莱特欺负的亚当，珍妮想借亚当的手机报警，不料亚当胆小不肯并且偷偷给布莱特发了短信。于是珍妮等来了布莱特一行人，史蒂夫也被他们抓住。且史蒂夫因为受尽折磨死掉了。布莱特想烧掉珍妮和史蒂夫灭口，不料大火烧断绳子，珍妮趁机逃脱。而布莱特也在此时烧死了少年亚当。
珍妮继续逃跑，寻找出路。一路上困难重重。经过这些事情珍妮的精神几近崩溃，她用玻璃插死了其中一个少年库珀。后来她终于找到公路搭上一辆车，不了车主却是其中一个少年的哥哥，特意到森林寻找弟弟。于是珍妮趁机开走车子，在路上情急撞死了少年团伙中的佩吉。珍妮开着车子终于找到一户人家，本以为自己终于得救了。不料这户人家正里正在聚会的正是这群少年的父母们。布莱特回来将所有过错嫁祸给珍妮，珍妮最终被这家人残忍地杀害了。

## 主要演员表
- 凱莉·雷利
- 迈克尔·法斯宾德

## 所获奖项
- 2009年《帝国》杂志奖最佳恐怖片奖
- 2009年葡萄牙奇幻国际电影节最佳导演奖
- 2009年伦敦影评电影金像奖英国年度青年演员奖（Thomas Turgoose）
- 2008年錫切斯影展评审团特别奖最佳影片

## 外部連結
- 互联网电影数据库（IMDb）上《Eden Lake》的资料（英文）
- Box Office Mojo上《Eden Lake》的資料（英文）
- 爛番茄上《Eden Lake》的資料（英文）